# Acmaeodera acuta
Acmaeodera acuta es una especie de escarabajo del género Acmaeodera, familia Buprestidae. Fue descrita científicamente por LeConte en 1860.
Se encuentra en el oeste de los Estados Unidos y México.